# Hallbergmoos
Hallbergmoos est une commune de Bavière (Allemagne), située dans l'arrondissement de Freising, dans le district de Haute-Bavière.
Elle se situe à proximité de l'aéroport de Munich-Franz-Josef Strauss. Elle abrite le siège social de Eurofighter GmbH et une antenne de l'Organisation conjointe de coopération en matière d'armement.